# Partner Track
Partner Track è una serie televisiva statunitense creata da Georgia Lee, basata sul romanzo di Helen Wan del 2013 The Partner Track. La prima e unica stagione è stata distribuita in anteprima su Netflix il 26 agosto 2022.

## Trama
La serie segue le vite dei giovani avvocati dello studio legale di New York 'Parsons Valentine & Hunt' e la loro scalata per la promozione a partner dello studio.

## Episodi
| Stagione       | Episodi | Prima TV USA | Prima TV Italia |
| -------------- | ------- | ------------ | --------------- |
| Prima stagione | 10      | 2022         | 2022            |

## Cast e personaggi

### Principali
- Arden Cho nei panni di Ingrid Yun, un'avvocata del ramo fusioni e acquisizioni che cerca di diventare partner del suo studio legale, Parsons Valentine & Hunt
- Alexandra Turshen nei panni di Rachel Friedman, migliore amica di Ingrid e avvocata del ramo contenzioso presso lo studio Parsons Valentine & Hunt
- Bradley Gibson nei panni di Tyler Robinson, altro migliore amico di Ingrid e avvocato del ramo proprietà intellettuale presso Parsons Valentine & Hunt, che sta cercando di diventare un partner
- Dominic Sherwood nei panni di Jeff Murphy, un avvocato recentemente trasferitosi dall'ufficio londinese di Parsons Valentine & Hunt e passata avventura di una notte di Ingrid
- Rob Heaps nei panni di Nick Laren, l'interesse amoroso di Ingrid
- Nolan Gerard Funk nei panni di Dan Fallon, un collega avvocato di Parsons Valentine & Hunt che sta cercando di diventare partner
- Matthew Rauch nei panni di Marty Adler, managing partner del ramo fusioni e acquisizioni di Parsons Valentine & Hunt
- Roby Attal nei panni di Justin Coleman, l'assistente legale di Ingrid presso Parsons Valentine & Hunt

### Ricorrenti
- Lena Ahn nei panni di Lina Yun, la sorella minore di ingrid
- Desmond Chiam nei panni di Zi-Xin 'Z' Min
- Catherine Curtin nei panni di Margo
- Fredric Lehne nei panni di Ted Lassiter
- Ronald Peet nei panni di Anthony, il fidanzato di Tyler e candidato politico di New York City
- Zane Phillips nei panni di Hunter Reed
- Will Stout nei panni di Todd Ames
- Rich Ting nei panni di Carter Min
- Daniel Gerroll nei panni di Raymond Vanderlin
- Alejandro Hernandez nei panni di Valdo
- Esther Moon nei panni di Soo-Jung Yun, la madre di Ingrid
- Jo Sung nei panni di Sang-Hoon Yun, il padre di Ingrid

### Guest Star
- Tehmina Sunny nei panni di Victoria St. Clair

## Produzione

### Sviluppo
Il 14 settembre 2021 Netflix ha ordinato ai produttori dieci episodi. La sceneggiatura di Partner Track è stata affidata a Georgia Lee che ha anche ricoperto il ruolo di produttore esecutivo insieme a Sarah Goldfinger, Tony Hernandez e Kristen Campo. La serie è basata sull'omonimo romanzo del 2013 di Helen Wan, che ha anche collaborato alla produzione della serie in veste di consulente. La regia dei primi due episodi è stata affidata a Julie Anne Robinson, mentre Tanya Wexler, Kevin Berlandi, Lily Mariye e Charles Randolph-Wright cureranno la regia dei restanti. Per la realizzazione della serie è stata coinvolta la compagnia di produzione Jax media. Le riprese sono stata girate a New York. La serie è stata presentata in anteprima il 26 agosto 2022.

### Casting
Dopo l'annuncio dell'ordine della serie, Arden Cho, Bradley Gibson, Alexandra Turshen, Nolan Gerard Funk, Dominic Sherwood, Rob Heaps e Matthew Rauch sono stati scelti per i ruoli dei protagonisti. Il 29 ottobre 2021, Desmond Chiam e Tehmina Sunny si sono uniti al cast nel ruolo di personaggi ricorrenti. Il 20 dicembre 2021, Lena Ahn è stata scritturata come personaggio ricorrente.